# Nungal
Nungal (sumerisch DingirNUN.GAL) ist um 2600 v. Chr. noch eine eigenständige Göttin und bedeutet Herrin des Gefängnisses.
Zur früheren Bedeutung und der Genealogie von Nungal liegen kaum Informationen vor. Ein eigener Kulttempel stand in Sippar. In der späteren Ur-III-Zeit wird Nungal als Sonderform der Ninegal und Inanna verwendet und übernimmt folgende Genealogie: Tochter vom Vater An und der Mutter Ereschkigal.
Nungal wurde in Verbindung von Straftätern genannt, die vor der eigentlichen Gerichtsverhandlung in die heilenden Hände der Nungal gegeben wurden. Das Gefängnis Ekur galt dabei als ritueller Ort der Heilung. Nungal oblag es, den Ersttätern, die ihren Göttern entsagten, zur Umkehr, Reue und Einsicht zu bewegen. Mit dem Ende der symbolischen Reinigung wurden die Täter zum Tor der Nungal geführt. Es folgte ein gerichtlicher Schauprozess vor den Hauptgöttern. Nach der Versöhnung und Reue wurden die Angeklagten als geheilt entlassen. Auch andere Erst-Straftaten wurden Nungal als Gerichtsgöttin übergeben. Teile des Codex Hammurapi (Hammurapi I.) wurden deshalb mit den Toren der Nungal in Verbindung gebracht. Nungal wurde eine eigene Hymne gewidmet, in der ihre Gerechtigkeit und Urteilskunst gepriesen wird.